# Campo Ligure
Campo Ligure (Càmpu in ligure) è un comune italiano di 2 814 abitanti della città metropolitana di Genova in Liguria. Centro nazionale della filigrana e uno dei Borghi più belli d'Italia.
Il territorio che gravita su Campo Ligure e che include i comuni di Rossiglione, Masone, Tiglieto, Urbe e la frazione Capanne di Marcarolo nel comune di Bosio conta circa 10 000 abitanti.

## Geografia fisica

### Territorio

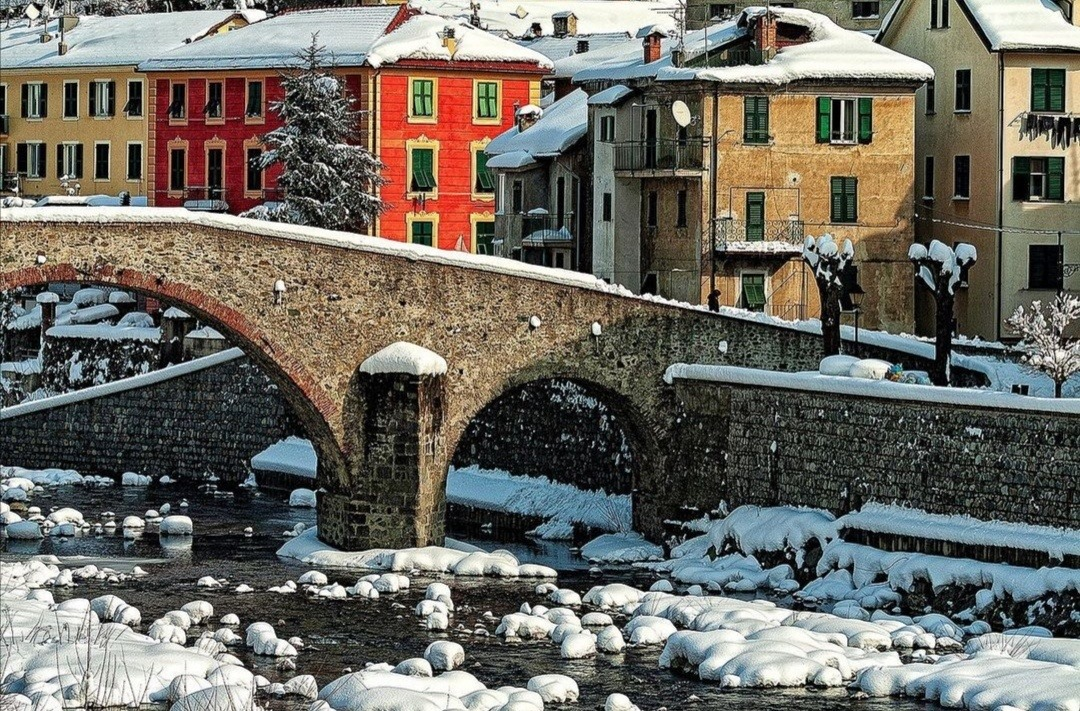
Il torrente Stura all'altezza del Ponte medievale di Campo Ligure innevati

Ubicato al centro della valle Stura si trova sulle sponde del torrente Stura e parte del territorio è compreso ad ovest nei confini del Parco naturale regionale del Beigua, mentre ad est confina con il Parco naturale delle Capanne di Marcarolo nell'alessandrino. Oltre allo Stura è percorso dai corsi d'acqua Angassino e Ponzema.
Tra le vette del territorio il monte Pracaban (946 m), il Colle dei Ferri (902 m), il monte Pavaglione (890 m), la Cima Mascia (845 m), il monte Bellavista (820 m), il monte Tacco (782 m), il Bricco Mascin (758 m), il monte Oliveto (749 m), il Bric Valcalda (708 m), il Bric Caban (647 m).

### Clima
Campo Ligure, separato dalla mite costa a causa dell'Appennino ligure, presenta un clima appenninico-padano e quindi ha un clima rigido (come tutta la valle Stura). In inverno si scende molto spesso sotto gli 0° con conseguenti nevicate, anche abbondanti.
L'estate, invece, non è troppo calda grazie alla leggera brezza di monte che soffia durante la notte e all'alba che può portare le temperature mattutine anche sotto i 15 °C, mentre durante i pomeriggi più afosi si possono toccare i 30 °C.

## Storia

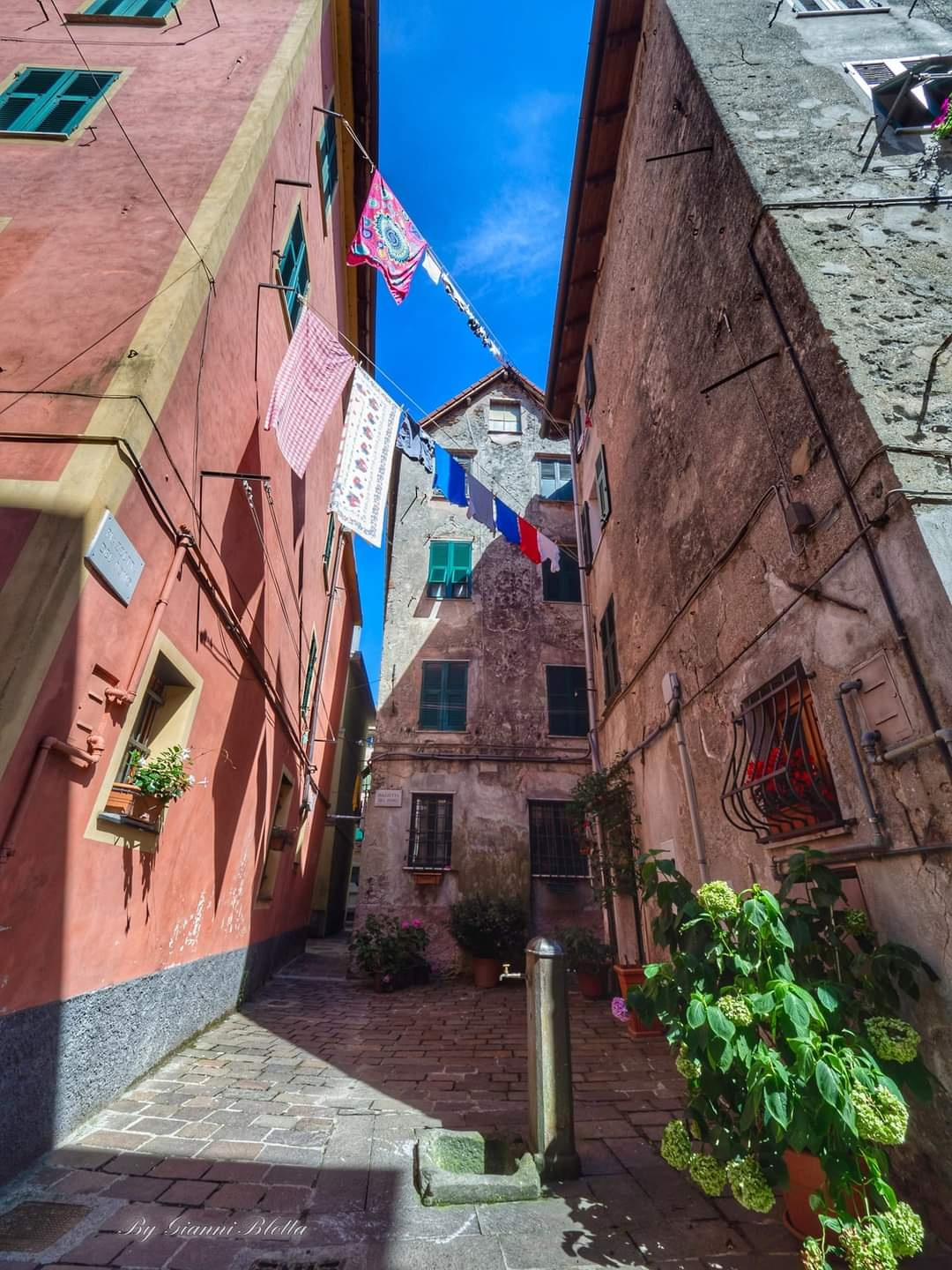
Scorcio del centro storico

Le prime fonti relative ad un insediamento umano nel territorio di Campo Ligure giunsero durante i lavori di costruzione della linea ferroviaria Asti-Genova. Dagli scavi riaffiorarono ritrovamenti archeologici come vasi ed utensili di origine romana, tuttora conservati al museo archeologico di Roma. Nel III secolo le legioni romane edificarono qui un accampamento, sotto la guida dell'imperatore Aureliano, come presidio sull'Appennino ligure contro le prime invasioni dei popoli germanici. Da qui la derivazione del toponimo Campofreido. Il luogo venne ulteriormente fortificato dai Bizantini nel VI secolo contro i Longobardi. La posizione è molto strategica, il luogo è infatti protetto su tre lati dai torrenti Ponzema, Stura e Langassino e chiuso alle spalle dalla rocca sulla quale furono eretti successivamente la torre di guardia ed il castello.
Diventato dominio feudale di Bonifacio del Vasto, nel X secolo sotto influenza sicuramente longobarda fu costruita la prima chiesa o pieve di Campo, dedicata a san Michele Arcangelo, santo protettore del popolo longobardo. Tra il XII ed il XIII secolo fu terra di diverse famiglie nobiliari del tempo quali i Vento e i Del Bosco che nel 1217 cedettero il feudo alla Repubblica di Genova. Con diploma del 27 giugno 1329, Ludovico IV il Bavaro, Imperatore del Sacro Romano Impero, investì la famiglia Spinola della linea di Luccoli del feudo di Campo; i nuovi feudatari, successivamente ampliarono e fortificarono il già preesistente castello.
Durante i secoli XIV e XV secolo gli Asburgo, giunti ad occupare stabilmente la carica imperiale, andarono consolidando il loro potere diretto sui moltissimi Feudi imperiali in Italia, quello di Campo compreso, il quale godeva da sempre dall'indipendente politica e giurisdizionale da Genova; non solo, ma anche dai propri feudatari Spinola, obbligati ad ogni cambio generazionale all'omaggio feudale all'imperatore. Durante la seconda parte del XVI secolo, i feudatari Spinola, caduti in bassa fortuna in Genova, furono costretti a vivere quasi costantemente nel feudo campese, partecipando così al lungo conflitto per la determinazione dei confini con i vicini padroni del feudo di Masone, la potente famiglia Grimaldi Cebà. Dopo innumerevoli scontri e sanguinose battaglie tra abitanti, si giunse alla breve pace tra i due feudi, grazie - secondo quanto testimoniato dalla tradizione locale e dall'atto notarile del 10 ottobre 1595, redatto dal notaio genovese Michele de Podio - alla "miracolosa apparizione" della Madonna presso il monte Bonicca, avvenuta l'11 settembre del 1595.

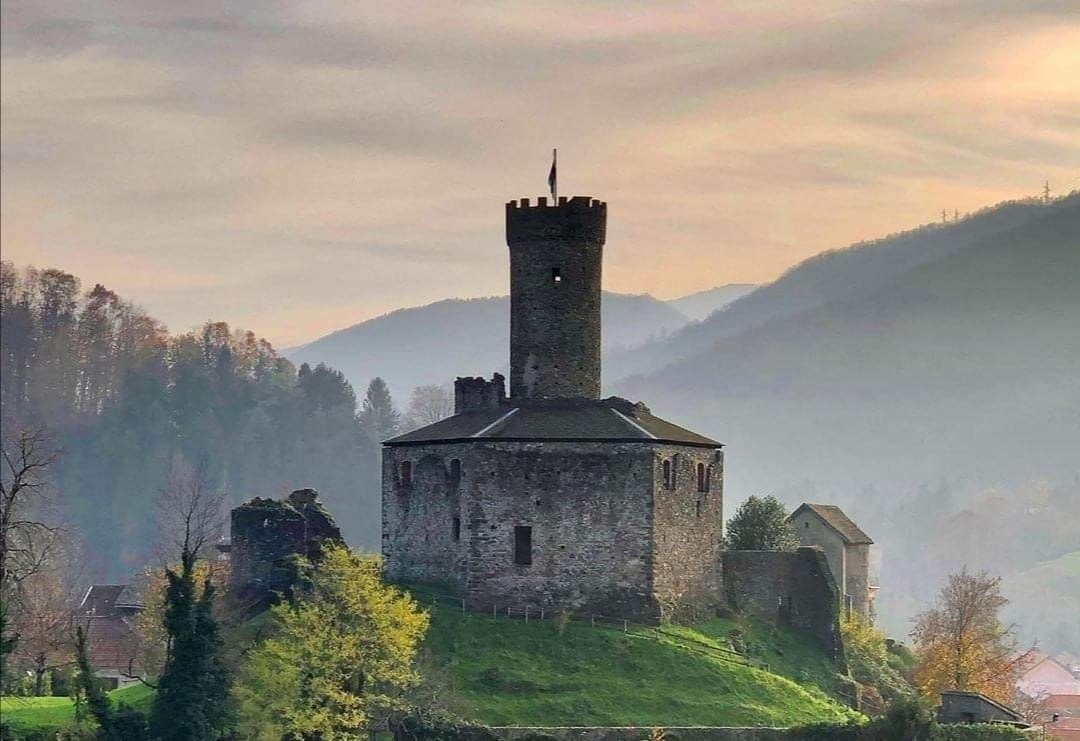
Il castello di Campo Ligure

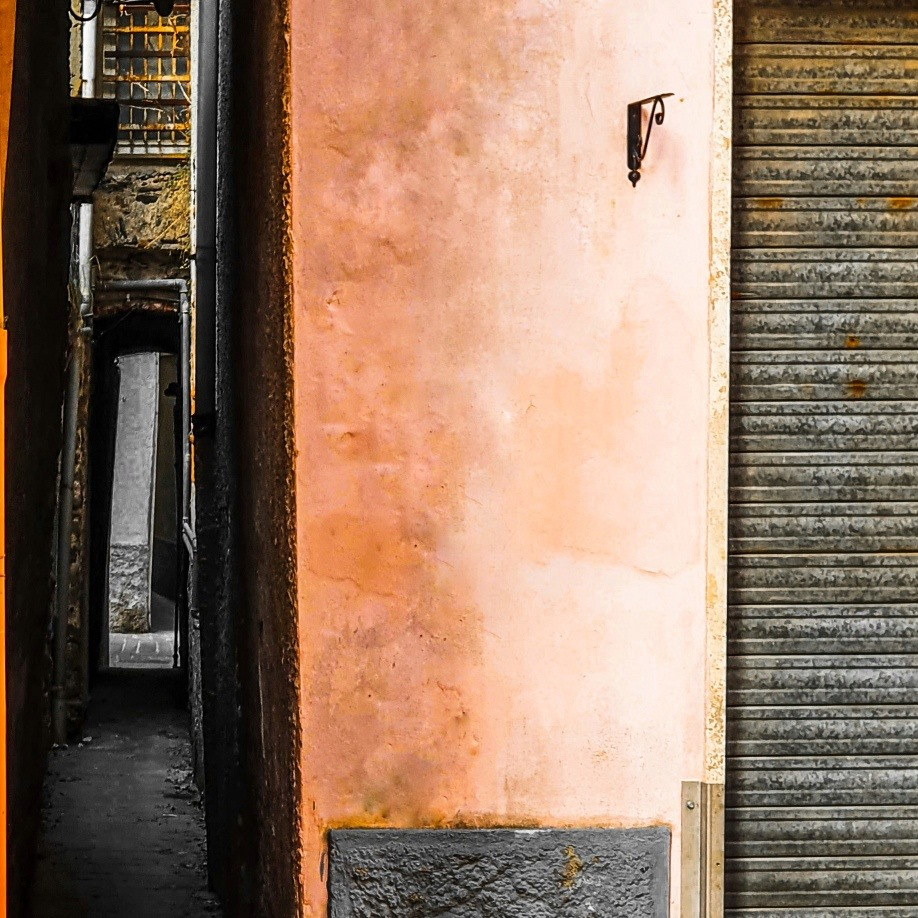
Vico dei canoni, il vicolo più stretto del centro storico.

Nel XVI e XVII secolo a Campo Freddo (da alcuni interpretato quale adattamento di Campo Frei ovvero Campo libero; in verità piuttosto adattamento da Campo feudo) cominciarono le prime ribellioni dei paesani contro i feudatari Spinola, i quali stavano cercando di intromettersi nella giurisdizione del feudo, mirando altresì a sfruttare a tutto proprio vantaggio le risorse locali. La comunità campese temeva, infatti, di perdere gli antichi privilegi e immunità acquisiti e confermati da ogni atto di investitura imperiale. Il conflitto tra Campo e gli Spinola culminò nel luglio 1600 con l'invio da parte della Repubblica di Genova, su sollecitazione dei feudatari, di truppe mercenarie assoldate in Corsica. Dopo una strenua resistenza durata diversi giorni, il borgo, tra il 22 e il 26 luglio, venne invaso, saccheggiato e incendiato; gli uomini di Campo subirono altresì il bando per 36 anni da parte della repubblica genovese.
Nel 1635 metà del feudo fu venduto da due fratelli Spinola alla Repubblica che, sostanzialmente, tuttavia sempre rispettò le prerogative e le immunità imperiali concesse dagli Imperatori al feudo; al contrario della nuova famiglia Spinola, infeudata con Domenico I nel 1663, che mirò a diventare padrona assoluta di Campo. Gli abitanti chiesero aiuto direttamente al Consiglio Imperiale di Vienna lamentando i continui soprusi della famiglia genovese, che continuava a mostrarsi prepotente verso di essi. Carlo VI d'Asburgo nel 1721 ribadì le antiche prerogative ed i privilegi locali diffidando i feudatari dal continuare a non rispettarli.
Durante la guerra di successione austriaca tra il 1746 e il 1748, Campo dimostrò la propria fedeltà all'Imperatrice Maria Teresa d'Asburgo, subendo gravi danni e disagi derivati dal passaggio di truppe e dagli spostamenti del fronte. Il XVIII secolo fu un periodo prospero per l'economia campese: ferriere e fucine producevano manufatti di ferro (soprattutto sotto forma di chiodi) destinato all'edilizia ed ai cantieri navali, gli oratori di san Sebastiano e di Nostra Signora dell'Assunta vennero riedificati in tardo barocco e nel 1754 la popolazione demolì la piccola chiesa urbana di Santa Maria, risalente alla metà del XV secolo, per edificare la nuova grande chiesa parrocchiale della Natività, terminata nel 1762.
Con Napoleone Bonaparte, nel 1797, tutti i feudi passarono alla Repubblica Ligure e successivamente all'Impero francese. Nel 1814 i campesi rifiutarono di riconoscere la risorta Repubblica di Genova, rialzando l'aquila imperiale e riproponendo le antiche magistrature comunali; fecero quindi istanza affinché il feudo fosse ancora attribuito all'Impero asburgico, ma ragioni politiche comportarono il passaggio di tutti i feudi imperiali liguri al Regno di Sardegna. Da allora seguì la storia della Liguria, passando dal 1861 nel Regno d'Italia, tramutando il nome nel 1884 nell'odierno Campo Ligure. Dal 1859 al 1926 il territorio fu compreso nel IV mandamento di Campofreddo del circondario di Genova dell'allora Provincia di Genova.

### Simboli
Stemma
Gonfalone
Bandiera

## Monumenti e luoghi d'interesse

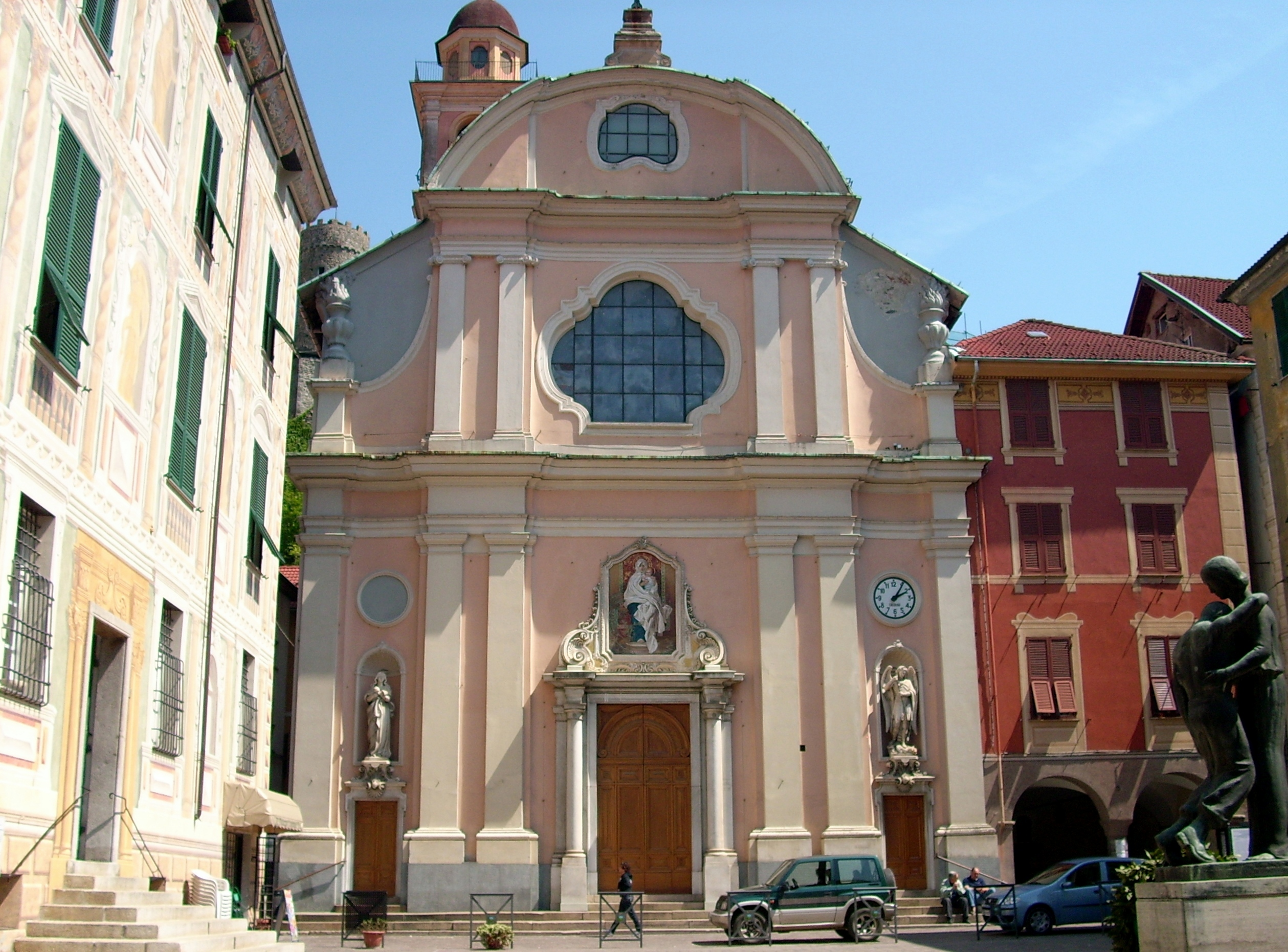
La chiesa parrocchiale della Natività di Maria Vergine

### Architetture religiose
- Chiesa parrocchiale della Natività di Maria Vergine, costruita tra il 1758 e il 1762 in sostituzione della precedente del XV secolo; il progettista (sulla scorta del modello di Giacomo Della Porta) fu probabilmente l'architetto don Sebastiano Boccaccio o Domenico Belmonte (attualmente non si hanno certezze). Conserva al suo interno la ricca decorazione opera del 1885-88 di Francesco de Lorenzi (1830-1900); affreschi e pregevoli tele di Luigi Gainotti (1859-1940) che vi lavorò negli anni 1886-87 e di altri pittori; tele di Bernardo Strozzi (1581-1644), di Vittorio Amedeo Rapous (1728-1800) e di altri artisti; le statue lignee processionali della Madonna del Rosario (di ignoto secentesco) e di Santa Maria Maddalena (Ignazio Bettoni, 1877).[10]
- Oratorio dei Santi Sebastiano e Rocco. Entrando nel borgo provenendo da Genova, sulla sinistra s'incontra l'oratorio, costruito del 1647 all’ultimo decennio del secolo, in stile barocco, all'interno del quale nella parete di destra è stato collocato un affresco, proveniente dal precedente oratorio quattrocentesco, raffigurante la Deposizione, opera del XV secolo di un pittore itinerante di area piemontese. L'oratorio conserva una statua lignea di San Sebastiano, opera dei primi anni del XVIII secolo dello scultore Nicolò Tassara di Voltri; una pala d'altare della scuola settecentesca di Domenico Piola; una grande tela, Sant'Irene cura san Sebastiano, del pittore campese Santo Leoncini e un affresco, Padre Eterno e angeli, di Andrea Leoncini[11] (1708-1760). Grandiosa la macchina scenica dell’altare maggiore, opera del 1752 dell'architetto don Sebastiano Boccaccio. La facciata esterna, in barocco austriaco, risale al 1783.
- Oratorio di Nostra Signora Assunta. Sita ai piedi della collina del castello Spinola, è un esempio di barocco ligure architettonico. La chiesa conserva la statua lignea dell'Assunta opera dello scultore secentesco Ursino de Mari, il gruppo ligneo della Madonna e san Gaetano della scuola genovese del Maragliano, il gruppo del Martirio di santo Stefano, un pregevole crocifisso di scuola secentesca napoletana.
- Santuario di Nostra Signora della Misericordia distrutto dall'alluvione dell'ottobre 2019.
- Oltre il ponte medievale di San Michele sul torrente Stura, dove in passato si riscuoteva il dazio, è ubicata l'antica pieve di San Michele Arcangelo, sorta intorno all'VIII secolo, sebbene ricostruita, a causa di disastrosi eventi alluvionali, nel 1939-1941.
- Tra gli altri edifici di culto sono da ricordare la chiesa di Santa Maria Maddalena sulla strada provinciale per Genova e l'ex chiesa del convento dei Santi Michele e Cristino.

### Architetture civili

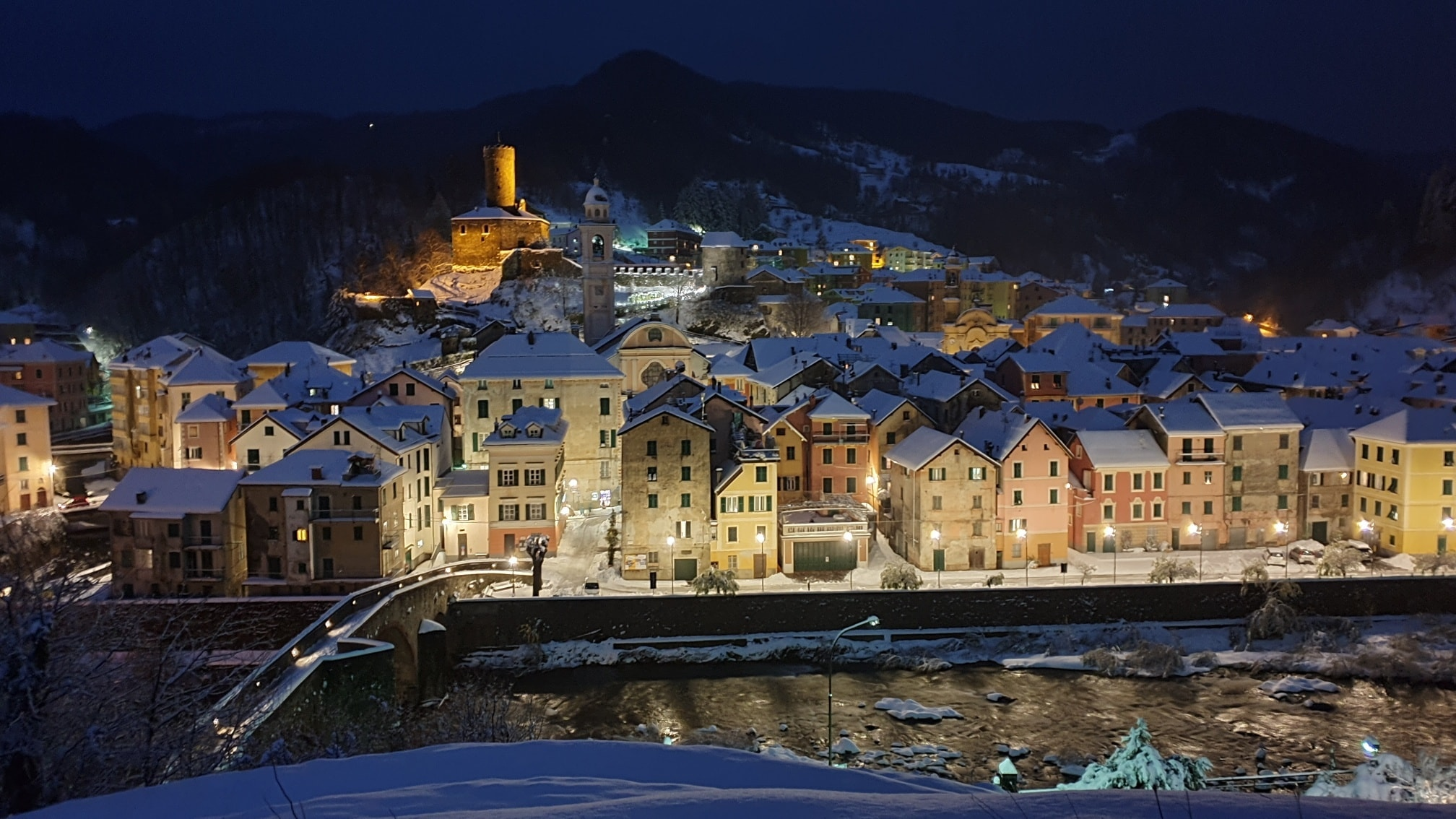
Panorama della cittadina innevata

- Palazzo Spinola. Sito nel cuore del borgo storico, a nord della piazza ove si prospetta la chiesa parrocchiale della Natività di Maria Vergine, è datato al XIV secolo. Ampliato nel 1693, fu quindi sede degli uffici comunali e ancora adibito ad edificio scolastico. Oggi il palazzo è di proprietà privata.
- Ponte medievale sullo Stura. Realizzato nel IX secolo è articolato in tre campate litiche. Completamente ricostruito in legno nel 1721, due altre violente alluvioni, nel 1737 e nel 1747, lo demolirono del tutto. Nuovamente rifatto in legno, la popolazione campese sollecitò successivamente la ricostruzione in muratura del ponte.
- Galleria Spinola. Galleria che collega il palazzo Spinola al castello di Campo Ligure utilizzata dai feudatari per fuggire agli assedi e rifugiarsi nel fortilizio.

### Architetture militari
- Castello di Campo Ligure. Dominante il borgo fu costruito nel 1309 per volere della famiglia genovese degli Spinola. Divenuto proprietà del comune campese dal 1986, il castello è stato recentemente interessato da interventi di restauro e conservazione dall'Associazione Amici del Castello.

### Aree naturali
- Giardino botanico di Pratorondanino.
- Parco naturale regionale del Beigua.
- Confina con il Parco naturale delle Capanne di Marcarolo.

## Società

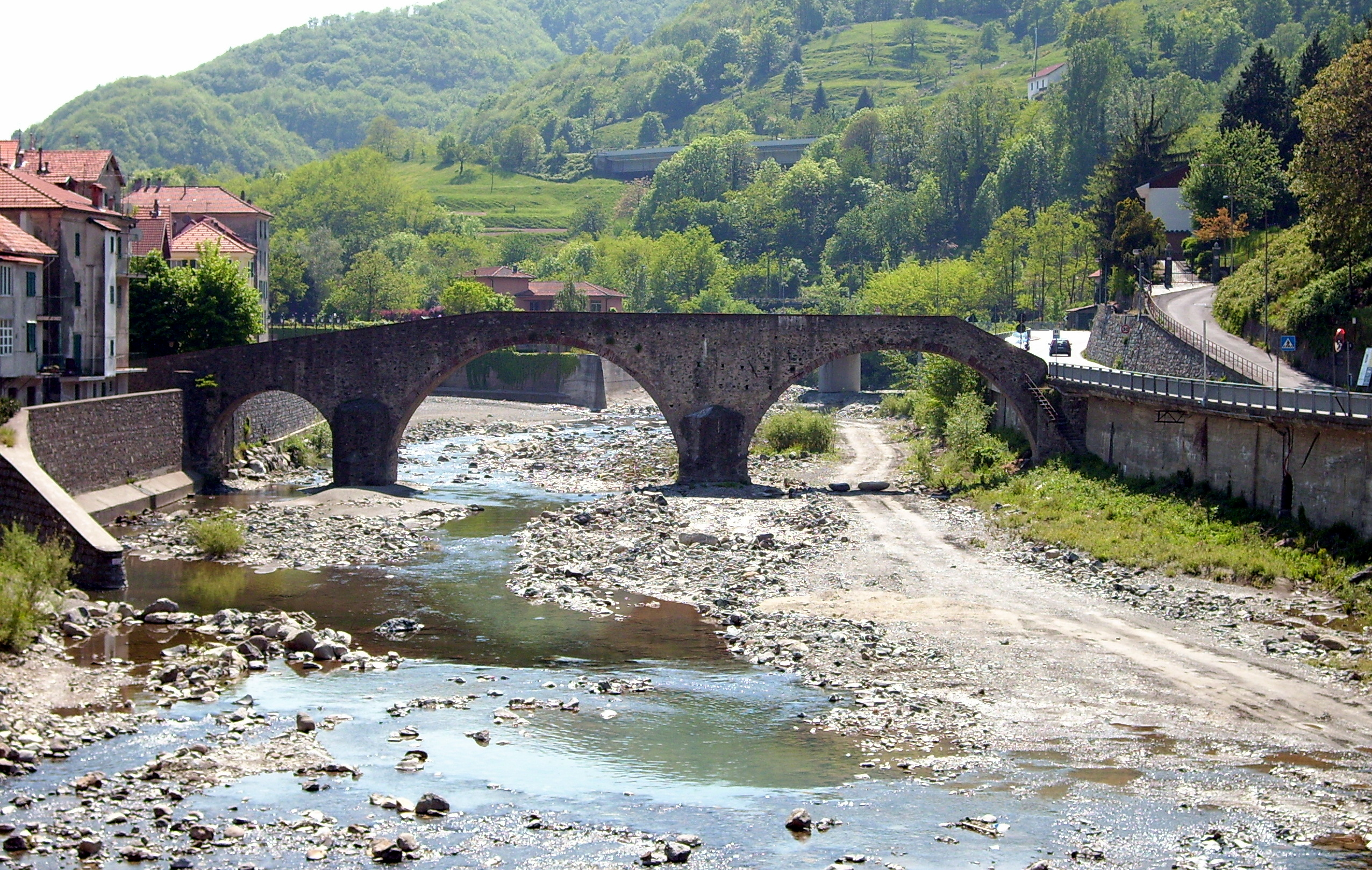
Il ponte medievale sullo Stura

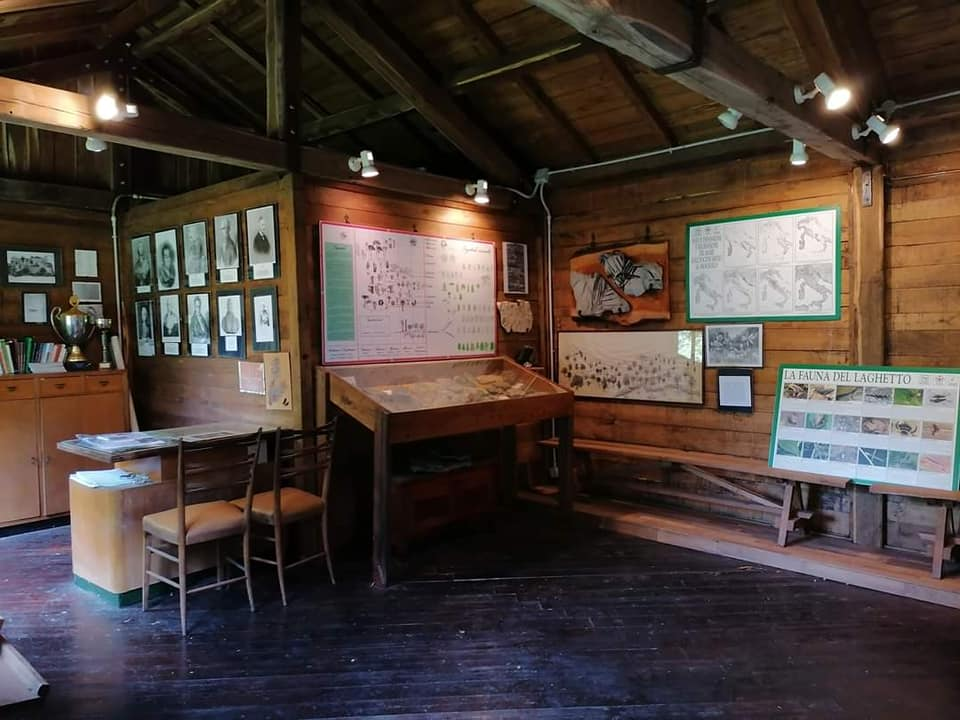
Sede del giardino botanico di Pratorondanino

### Evoluzione demografica
Abitanti censiti

### Etnie e minoranze straniere
Secondo i dati Istat al 31 dicembre 2022, i cittadini stranieri residenti a Campo Ligure sono 206, così suddivisi per nazionalità, elencando per le presenze più significative:
1. Nigeria, 32
2. Romania, 29
3. Marocco, 20

## Cultura

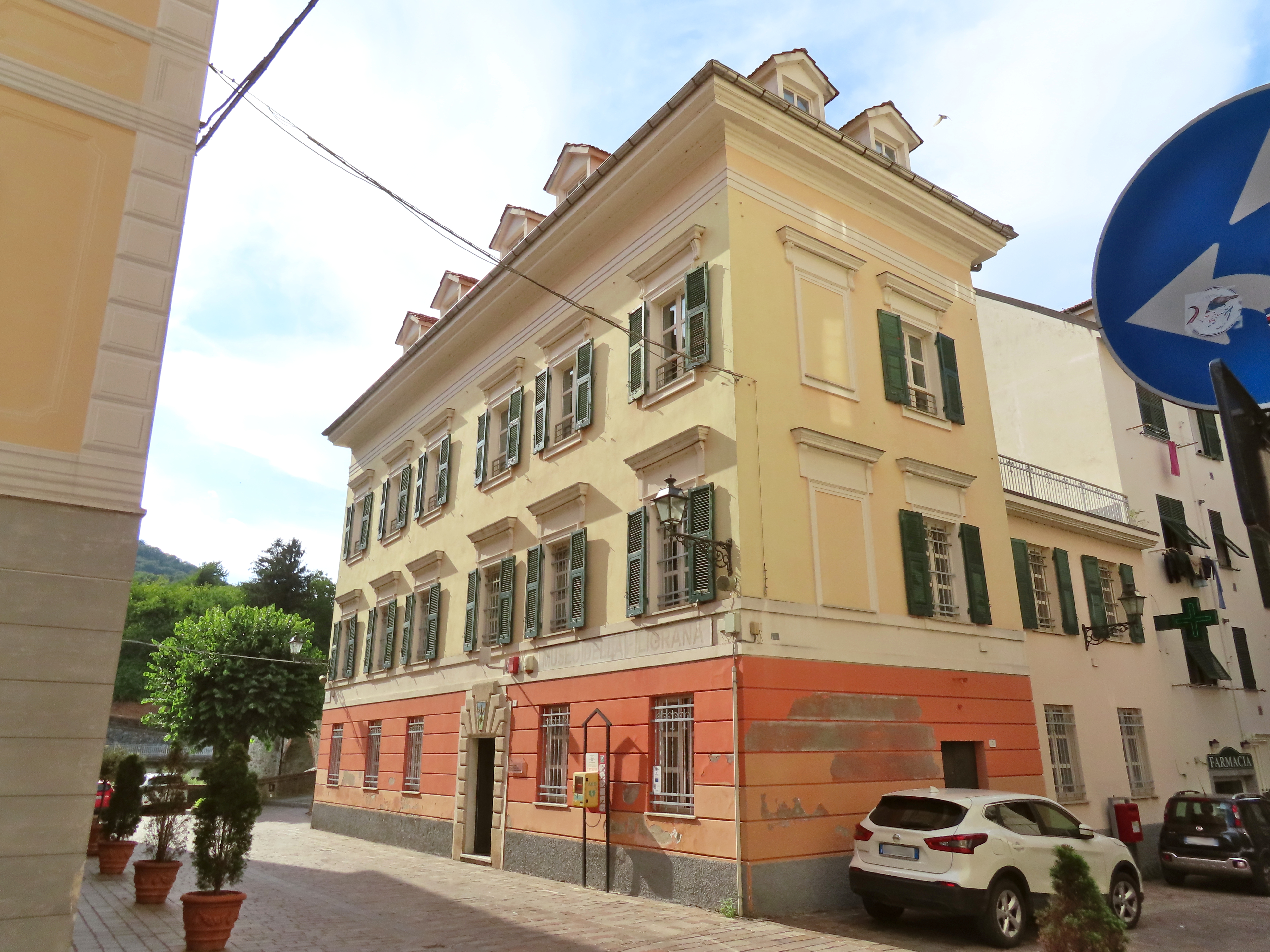
Il museo civico della filigrana

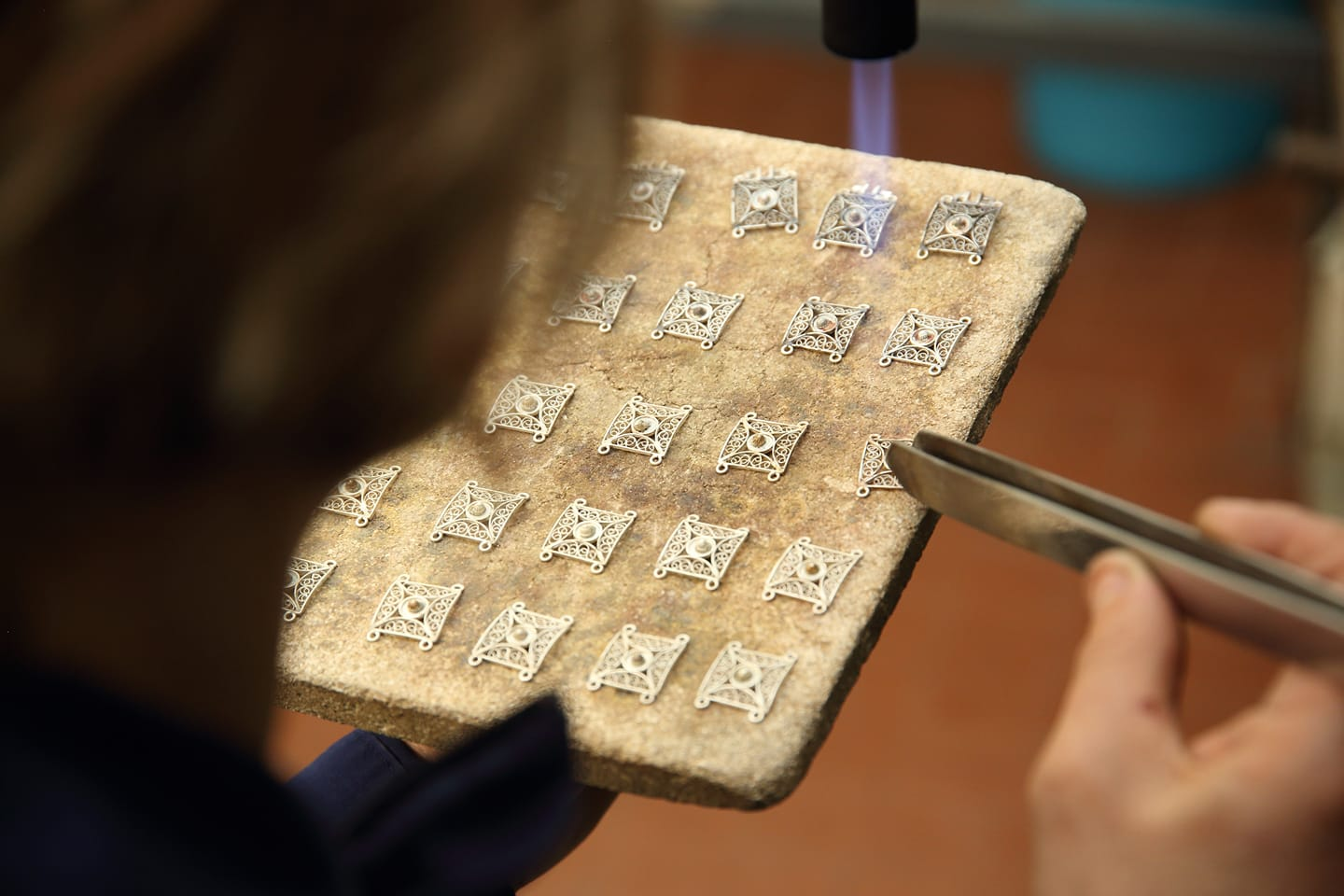
Fase della lavorazione di un gioiello in filigrana

### Musei
Alla filigrana è dedicato il museo civico della filigrana di rilevante importanza, in cui fra l'altro sono esposte le collezioni degli artigiani della zona, ma non solo. Ospitato dal 1984 nelle sale del precedente palazzo di Giustizia è stato ristrutturato nel 1993 e ampliato nel 2000 a seguito di un'importante donazione. Sono esposti circa duecento pezzi ricercati e raccolti per la maggior parte provenienti da quattro continenti quali Europa, Asia, Africa e America Latina. Particolarmente importante è la raccolta dei manufatti di produzione italiana, russa e cinese. Il museo è dedicato a Pietro Carlo Bosio, prestigioso artigiano campese. Il museo è stato riaperto al pubblico il 25 maggio 2008 dopo importanti lavori di restauro che hanno consentito un ampliamento dello stesso su tre piani.
Il Giardino di Tugnin è sorto a Campo Ligure nel 2011, alle pendici del locale castello che sovrasta il borgo, ed è un museo all'aria aperta delle opere dello scultore Gianfranco Timossi. È raggiungibile sia attraverso i vicoli stretti del centro storico, sia attraverso i viottoli che circondano il castello entrando dalla porta principale dello stesso. Le opere ricavate da antichi tronchi di ulivo, la cui conformazione ha ispirato lo scultore, rappresentano in gran parte figure mitologiche e hanno un forte impatto emotivo per i visitatori.

### Musica

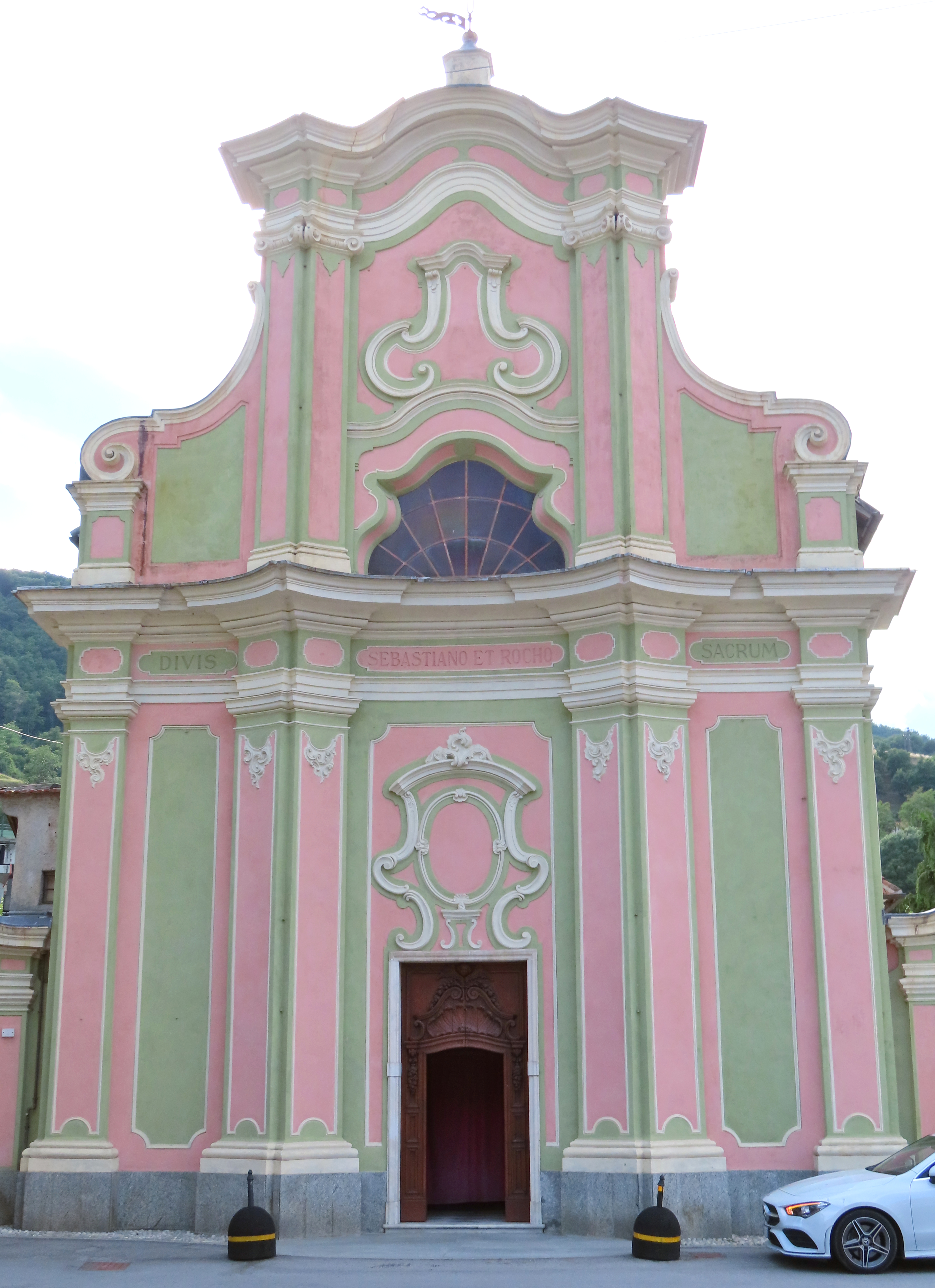
L'oratorio dei Santi Sebastiano e Rocco

Già nella metà dell'Ottocento a Campo Ligure esistevano due realtà bandistiche, definite con i nomi "Banda piccola" e "Banda grossa" e solamente nel 1897 si diede vita a quella che è oggi conosciuta come la "Banda Cittadina di Campo Ligure". Quest'ultima raccolse il testimone pure dell'"Orchestra ritmo melodica" che negli anni settanta del Novecento raccolse successi in ambito locale, interregionale e all'estero.

### Cucina
Bandiera gastronomica di questo piccolo borgo della valle Stura è la Revzora, focaccia a base di farina di grano tenero e farina di mais, che si differenzia dalla comune focaccia genovese per il colore più giallo, il gusto del granoturco e talvolta dall'assenza di olio d'oliva.
Caratteristici sono anche il latte dei pascoli e i mieli che vengono prodotti nelle vallate circostanti il paese.

## Geografia antropica
Il suo territorio comunale comprende il solo capoluogo comunale per un totale di 23,74 km2.
Confina a nord con il comune di Rossiglione, a sud con Masone, ad ovest con Tiglieto e ad est con il comune alessandrino di Bosio (propriamente con la frazione di Capanne di Marcarolo).

## Economia

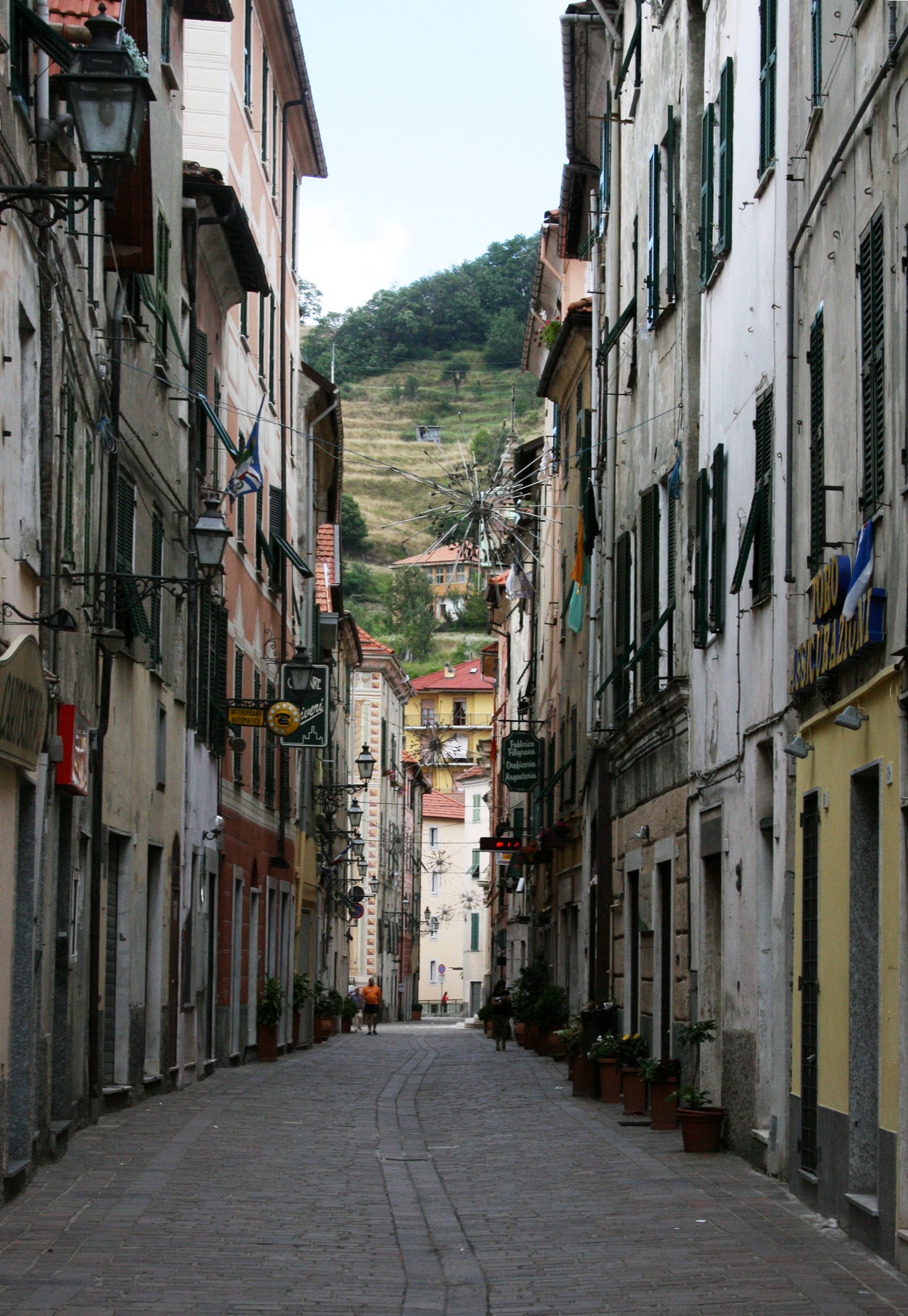
Via Giuseppe Saracco nel centro storico campese

L'attività economica del paese è prevalentemente legata alla lavorazione della filigrana d'argento e dell'artigianato. Il comune fa parte dell'associazione I borghi più belli d'Italia.

## Infrastrutture e trasporti

### Strade
Il centro di Campo Ligure è attraversato principalmente dalla strada statale 456 del Turchino che la collega con Masone, a sud, e con Rossiglione a nord. La strada provinciale 69 delle Capanne di Marcarolo permette inoltre un collegamento con la provincia di Alessandria, raggiungendo l'omonima frazione nel comune di Bosio.
Il comune è raggiungibile tramite autostrada. L'uscita consigliata per raggiungere Campo Ligure è il casello autostradale di Masone sull'autostrada A26, che si trova sul confine e dista circa 4 km dal centro abitato.

### Ferrovie
Campo Ligure è dotata, dal 1894, di una stazione ferroviaria che, nominalmente, condivide con Masone, sulla linea ferroviaria Asti-Genova.

### Mobilità urbana
Dal comune di Genova un servizio di trasporto pubblico locale gestito dall'AMT garantisce quotidiani collegamenti bus con Campo Ligure.

## Amministrazione

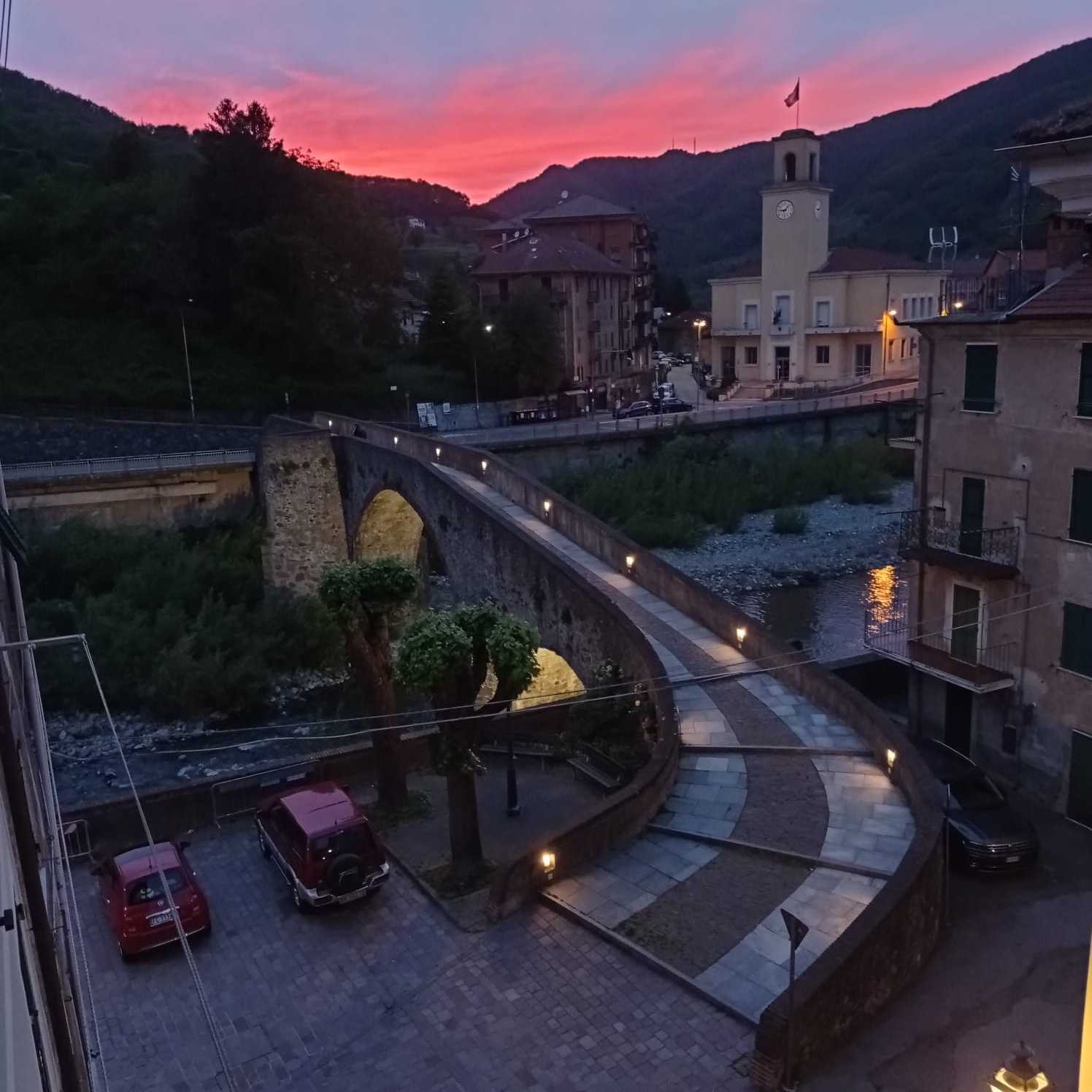
Vista del ponte medievale con sfondo il municipio

### Gemellaggi
Campo Ligure è gemellata con:
- Corbelin, dal 2008

### Altre informazioni amministrative
Campo Ligure fa parte dell'Unione dei comuni delle Valli Stura, Orba e Leira, di cui ospita la sede.

## Sport

### Tennis
- Tennis Club Campoligure società nata a Campo Ligure nel 1974 e affiliata al FIT dal 1979. Gestisce i campi da tennis comunali.

### Calcio
- A.S.D. Campese F.B.C., fondata nel 1973, militante nel campionato di Prima Categoria.
- A.S.D. Campo Ligure il Borgo, fondata nel 2015, militante nel campionato di Seconda Categoria.
- A.S.D. Vallestura Calcio, fondata nel 1995, è attiva nel settore giovanile.

### Ciclismo
- ASD Gruppo Ciclistico Vallestura nasce nel 1978 come Gruppo Ciclistico Campese, assume l'attuale denominazione nel 1992.
- ASD Valle Stura "Hike & Bike" -  associazione fondata nel 2021 rivolta a turismo Outdoor (Escursionismo e Mountain biking)

### Futsal
- CDM Futsal Genova, militante nel campionato di Serie A2. Società genovese presente a Campo Ligure dal 2020.